# Готова-Дангел
Ялиця національного парку Готова-Дангел (алб. Parku Kombëtar "Bredhi i Hotovës-Dangëlli") є найбільшим національним парком в Албанії, розташований в окрузі Гірокастра з площею 34 361 га (343,61 км2). Свою назву парк отримав від ялиці Готова, яка вважається одним із найважливіших середземноморських рослинних реліктів країни. Хоча він охоплює горбисту та гірську місцевість, складену відкладеннями вапняку та пісковику, з численними долинами, каньйонами, ущелинами, річками та густими листяними та хвойними лісами. Міжнародний союз охорони природи (МСОП) відніс парк до категорії II. До складу парку входять також 11 пам'яток природи.

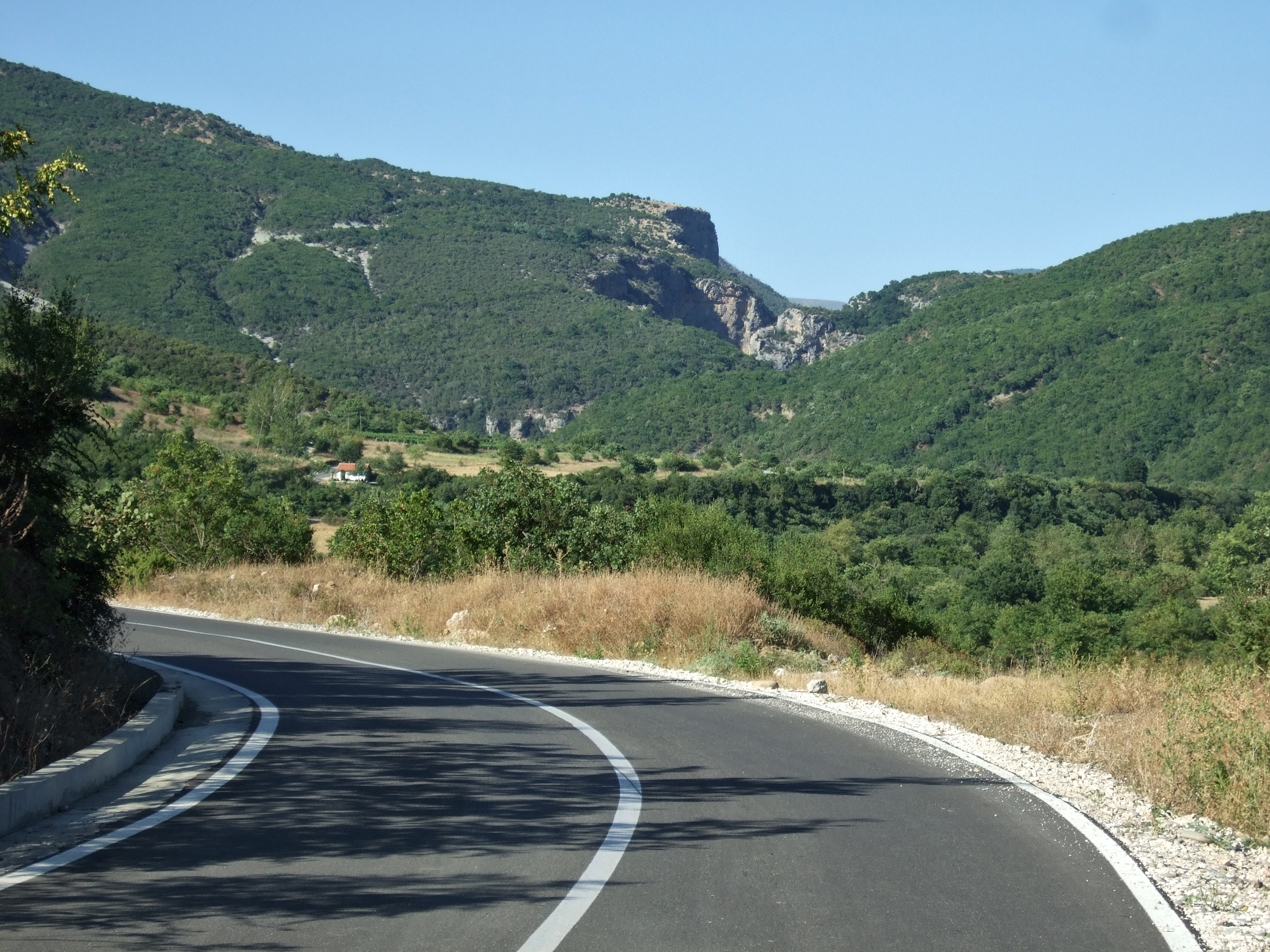
Каньйон Ленгаріка на Ялиці національного парку Готова

Парк височіє над дуже віддаленим гірським регіоном Немерчка і Томорр між долиною Аоос на заході, Лесковик на півдні, Ерсека на південному сході та долиною Осум на північному сході. Недалеко від Петрана розташований вузький і глибокий каньйон Ленгаріка з численними печерами та термальними джерелами, такими як Banjat e Bënjës. У межах парку є численні села, зокрема Фрашер, яке добре відоме, розташоване в самому центрі парку. З точки зору гідрології, Аоос є головною річкою, що формує західну межу парку, протікає через Пермет до впадіння в Адріатичне море.
У парку середземноморський клімат із помірною дощовою зимою та сухим, теплим або спекотним літом. Узимку відвідувачі можуть оцінити сніжний покрив, що вкриває ялиці, а влітку — велику кількість свіжого повітря, як втечу від албанської літньої спеки. Його середня місячна температура коливається в межах 3 °C (37 °F) у січні та 30 °C (86 °F) у серпні з річною кількістю опадів від 500 міліметрів (20 дюймів) до 1 800 міліметрів (71 дюйм) залежно від географічного регіону та переважаючого типу клімату.
Завдяки сприятливим екологічним умовам і мозаїчному поширенню різних типів біотопів він характеризується виключно багатим і різноманітним тваринним світом. Ліси є найважливішими місцями проживання таких ссавців як кіт лісовий, сарна європейська, вепр, вивірка звичайна, видра річкова та борсук. Бурого ведмедя, сірого вовка та червону лисицю також можна побачити на пасовищах у глибині лісу. Старі дерева, що ростуть по всьому парку, зберігають різноманітні види птахів. Найпомітнішими серед них є беркут, філін, сипух, яструб-перепелятник, єгипетський гриф, пустельга, сокіл-ланнер тощо.

## Привабливість
- Будинок-музей братів Фрашері у Фрашері, реконструйований у 1970-х роках албанським урядом. У музеї представлені документи, фотографії та скульптури про походження братів Фрашері та їх внесок в албанське Відродження.
- Каньйон Лангаріка ідеально підходить для рафтингу
- Османський міст Катю та термальні води Бенджа
- Різноманітні маршрути навколо області позначені тут [Архівовано 16 лютого 2022 у Wayback Machine.]

Як і всюди в Албанії, цьому національному парку загрожує будівництво дамб гідроелектростанцій уздовж каньйону Лангаріка. Екологи кидають виклик такій діяльності, проводячи протести в Тірані, оскільки в постраждалому районі тривають роботи, які можуть зашкодити екосистемам і життєдіяльності тих, хто обслуговує туристичну індустрію.